# Facundo Corvalán
Facundo Corvalán (Junín, 10 settembre 1998) è un cestista argentino con cittadinanza italiana.

## Carriera

### Nazionale
Con l'Argentina under 19 ha partecipato al Mondiale di categoria del 2015 e del 2017, in cui è stato il miglior assist-man del torneo.